# عبدالبهاء
عباس افندی (زادهٔ ۲ خرداد ۱۲۲۳ هجری شمسی یا ۲۳ مه سال ۱۸۴۴ میلادی – درگذشتهٔ ۷ آذر ۱۳۰۰ ه‍.ش یا ۲۸ نوامبر سال ۱۹۲۱ میلادی) فرزند ارشد بهاءالله، پیامبر آیین بهائی بود که به نام عبدُالبهاء شناخته شده است. وی سومین شخصیت محوری آیین بهائی است که پدرش، حسینعلی نوری، ملقب به بهاءالله، نوزده سال پیش از مرگش چنان‌که در کتاب اقدس و نیز در کتاب عهدی اشاره کرده است، او را به مقام جانشین، مبیّن و مفسر متون بهائی برگزید. او در فاصلهٔ سال‌های ۱۹۲۱–۱۸۹۲ مسئولیت ادارهٔ جامعهٔ بهائی را بر عهده داشت.

## جایگاه عبدالبهاء
عبدالبهاء پسر ارشد بهاءالله و جانشین او بود. بهاءالله در وصیت‌نامهٔ خود کتاب عهدی به‌طور مشخص عبدالبهاء را جانشین خود اعلام می‌کند و پیش از درگذشتش نیز به پیروان خود اشاره کرده بود که بعد از وی باید به عبدالبهاء به عنوان رهبر جامعه و مفسّر رسمی آثار او روی بیاورند.
بهائیان عبدالبهاء را مفسّر و تبیین کنندهٔ رسمی آثار بهائی و همچنین نمونهٔ والای تعالیم این آئین می‌دانند.
بهاءالله از القابی همچون «سرکار آقا»، «غصن اعظم» (بزرگ‌ترین شاخه)، «سِرالله» (راز خدا) و نور چشم برای اشاره به عبدالبهاء استفاده کرده است. شوقی افندی جایگاه عبدالبهاء را به عنوان سومین شخصیت محوری بهائی (بعد از باب و بهاءالله) می‌داند و با عبارتی همچون «مرکز و محور» عهد و میثاق بهاءالله، مفسّر رسمی کلام بهاءالله، جلوهٔ تمامی آرمان‌ها و ایده‌آل‌های بهائی و معمار نظم جهانی بهاءالله او را معرفی می‌کند. عبدالبهاء همیشه اصرار داشت که مقام او فقط بندگی و خدمت به پدرش است و همواره بهائیان را از تجلیل و تحسین مقام خود بازمی‌داشت. او در دورانی که ادارهٔ جامعهٔ بهائی را بر عهده داشت (۱۸۹۲–۱۹۲۱) لقب عبدالبهاء را برای خود برگزیده بود و امروزه نیز اغلب با این نام شناخته می‌شود.

## زندگی

### تولد و کودکی
عبدالبهاء پسر ارشد بهاءالله، در ۵ جمادی‌الاول سال ۱۲۶۰ هجری قمری مطابق با ۲۳ مه ۱۸۴۴ (در همان شبی که باب اعلان امر کرده بود) در تهران متولد شد و نام عباس افندی بر او گذاشتند. کودکی او همزمان با سال‌های پرفراز و نشیب جنبش بابی بود. عبدالبهاء دربارهٔ دوران کودکی خود می‌گوید: «ما در تهران همه نوع اسباب آسایش و زندگانی داشتیم ولی در یک روز همه را غارت نمودند.» دستگیری پدرش- بهاءالله- در سال ۱۸۵۲ و سپس تبعید به همراه او به عراق ضربات سختی به عبدالبهاء که در آن هنگام کودک بود وارد ساخت. وی در مسیر بغداد از شدّت سرما دچار سرمازدگی شد. او که به پدر بسیار تعلق خاطر داشت از دوران نوجوانی مسئولیت امور خانواده را به عهده گرفت و به‌عنوان یکی از منشی‌های پدرش نیز عمل می‌کرد.

### تبعید
او از ۹ سالگی و از زمان تبعید بهاءالله برای دومین بار به بغداد، در زمستان ۱۸۵۳ در همهٔ تبعیدها، همراه پدر بوده است. این دوره تا سال ۱۸۶۳، به مدت ۱۰ سال در بغداد، ۴ ماه در قسطنطنیه (استانبول کنونی)، نزدیک ۵ سال در ادرنه و تا سال ۱۹۰۸ در عکا به‌طول انجامید.

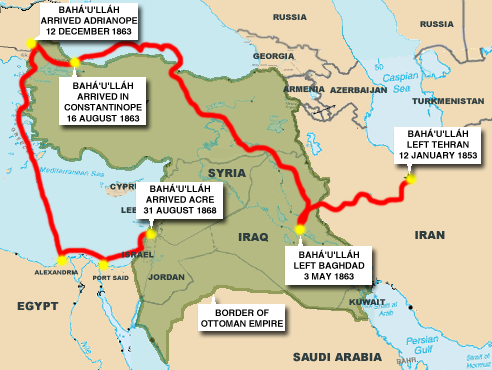
مسیر تبعید عبدالبهاء به همراه پدرش از ایران به عکا

در دوران عکّا (پس از سال ۱۸۶۸) عبدالبهاء عهده‌دار رسیدگی به امور جامعهٔ پیروان بهاءالله و مسئول مراودات با مقامات دولت عثمانی بود. با تثبیت شرایط عکّا، وی همچنین فعالیت در حوزهٔ اندیشه را شروع کرد. اگرچه وی امکان تحصیل در مکتب‌خانه‌های آن دوران را نداشت ولی به دلیل دانش و تدبیری که داشت، به چهره‌ای شناخته‌شده و مورد احترام مقامات عثمانی و اصلاح‌طلبان برجسته تبدیل شد. وی در سال ۱۸۷۳ در دوران زندان در بیت عبود در قلعهٔ عکا با فاطمه دختر میرزا محمدعلی نهری اصفهانی که به «منیره» موسوم شد، ازدواج کرد و حاصل این ازدواج، چهار دختر از جمله ضیائیه مادر شوقی افندی بود. در این دوران دو کتاب نوشت. یکی رسالهٔ مدنیّه (در سال ۱۸۷۵) و دیگری روایتی تاریخی از سال‌های آغازین تاریخ بابی و بهائی با نام مقالهٔ شخص سیاح (در حدود سال ۱۸۸۶). هر دو این کتاب‌ها، بدون ذکر نام نویسنده، در دوران بهاءالله به چاپ رسیدند.
عبدالبهاء تا سال ۱۹۰۸ میلادی به خاطر گزارش‌های عده‌ای از مخالفان، به دستور امپراتور عثمانی، سلطان عبدالحمید در عکا زندانی بود. اگرچه وی یک زندانی بود، ولی به تدریج در نظر افراد محلی به فردی برجسته تبدیل شد. به فقرا رسیدگی می‌کرد و جمعه‌ها در نماز جماعت حاضر می‌شد. در ماه رمضان، ماهی که مسلمانان در آن روزه می‌گیرند، وی و دیگر بهائیان با وسواس زیاد در آن‌جا به مانند مسلمانان به خاطر صلح و جلوگیری از نسبت بدعت از طرف جامعه، رعایت این ماه را می‌کردند.

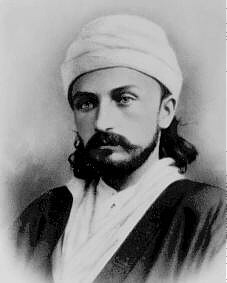
عبدالبهاء در جوانی

### جانشینی
بهاءالله به‌طور رسمی و مشخص در وصیت‌نامه‌اش (کتاب عهدی) که به دست‌خط خود نوشته بود عبدالبهاء را به عنوان جانشین خود اعلام نموده و از بازماندگان خواسته بود تا پس از وی به عبدالبهاء روی بیاورند. این وصیت‌نامه اندک زمانی پس از درگذشت بهاءالله در جمع بزرگی خوانده شد. در این وصیت‌نامه همچنین ذکر شده بود که میرزا محمدعلی- پسر دوّم بهاءالله- در رتبهٔ دوم بعد از عبدالبهاء قرار دارد. بهاءالله، عبدالبهاء را «غصن اعظم» به معنی بزرگ‌ترین شاخه و محمدعلی را «غصن اکبر» به معنی شاخهٔ بزرگ‌تر نامید. جانشینی عبدالبهاء دور از انتظار و تعجب‌برانگیز نبود و اکثریت قریب به اتفاق بهائیان مطابق کتاب عهدی، عبدالبهاء را به عنوان مبیّن و مفسّر رسمی آثار بهاءالله، مرکز عهد و میثاق و سرمشقی از زندگی بهائی پذیرفتند.
اندکی بعد امّا، محمدعلی، برادر ناتنی عبدالبهاء، برخلاف این وصیت‌نامه عمل کرده، مرجعیّت عبدالبهاء را انکار کرد و در ابتدا به صورت پنهان و سپس آشکار به مخالفت با او پرداخت. اگرچه این مخالفت‌ها نتوانست در وفاداری تودهٔ بهائیان به عبدالبهاء خللی وارد کند، امّا باعث بروز مشکلات برای عبدالبهاء از جانب مقامات عثمانی شد.
این مخالفت‌های طولانی مدّت باعث شد که عبدالبهاء توّجه بهائیان را به اصل «عهد و میثاق» جلب نماید که بر اساس آن در هر زمان پیروی از آن مرجعی که برای ادارهٔ جامعه تعیین شده، باعث حفظ اتحاد جامعهٔ بهائی می‌شود. عبدالبهاء کسانی که این عهد و میثاق را زیر پا گذاشته بودند (مانند محمدعلی) «ناقض عهد و میثاق» اعلام کرد.

### خانواده
عبدالبهاء در ۸ مارس ۱۸۷۳ به تشویق پدرش، زمانی که بیست و هشت سال داشت با فاطمه نهری اصفهانی (۱۸۴۷–۱۹۳۸) ازدواج کرد. فاطمه در آن زمان بیست و پنج سال داشت. پدر فاطمه میرزا محمدعلی نهری از بهائیان برجستهٔ اصفهان بود. فاطمه پس از ابراز علاقهٔ بهاءالله و همسرش نواب برای ازدواج او با عبدالبهاء در سال ۱۸۷۲ به همراه برادرش از اصفهان به عکا رفت. بعد از گذشت چند ماه از ورد به عکا، فاطمه با عبدالبهاء ازدواج کرد. فاطمه در بین بهائیان به‌نام منیره‌خانم شناخته می‌شود، منیره لقبی است که بهاءالله برای وی برگزید.
حاصل این ازدواج ۹ فرزند بود که تنها ۴ دختر به بزرگسالی رسیدند. اولین فرزند مهدی افندی بود که در حدود ۳ سالگی درگذشت. پس از درگذشت مهدی افندی، ضیاییه خانم (مادر شوقی افندی)، فُوادیه خانم (درگذشته در خردسالی)، روح‌انگیز خانم (درگذشته در خردسالی)، طوبی خانم (درگذشته در خردسالی)، حسین افندی (درگذشته در ۵ سالگی)، طوبی خانم، روحا خانم و منور خانم متولد شدند. مرگ فرزندان برای عبدالبهاء بسیار سخت بود – به ویژه مرگ فرزندش حسین افندی که پس از درگذشت مادر و عمویش رخ داد.

### سفر به مصر، اروپا و آمریکا

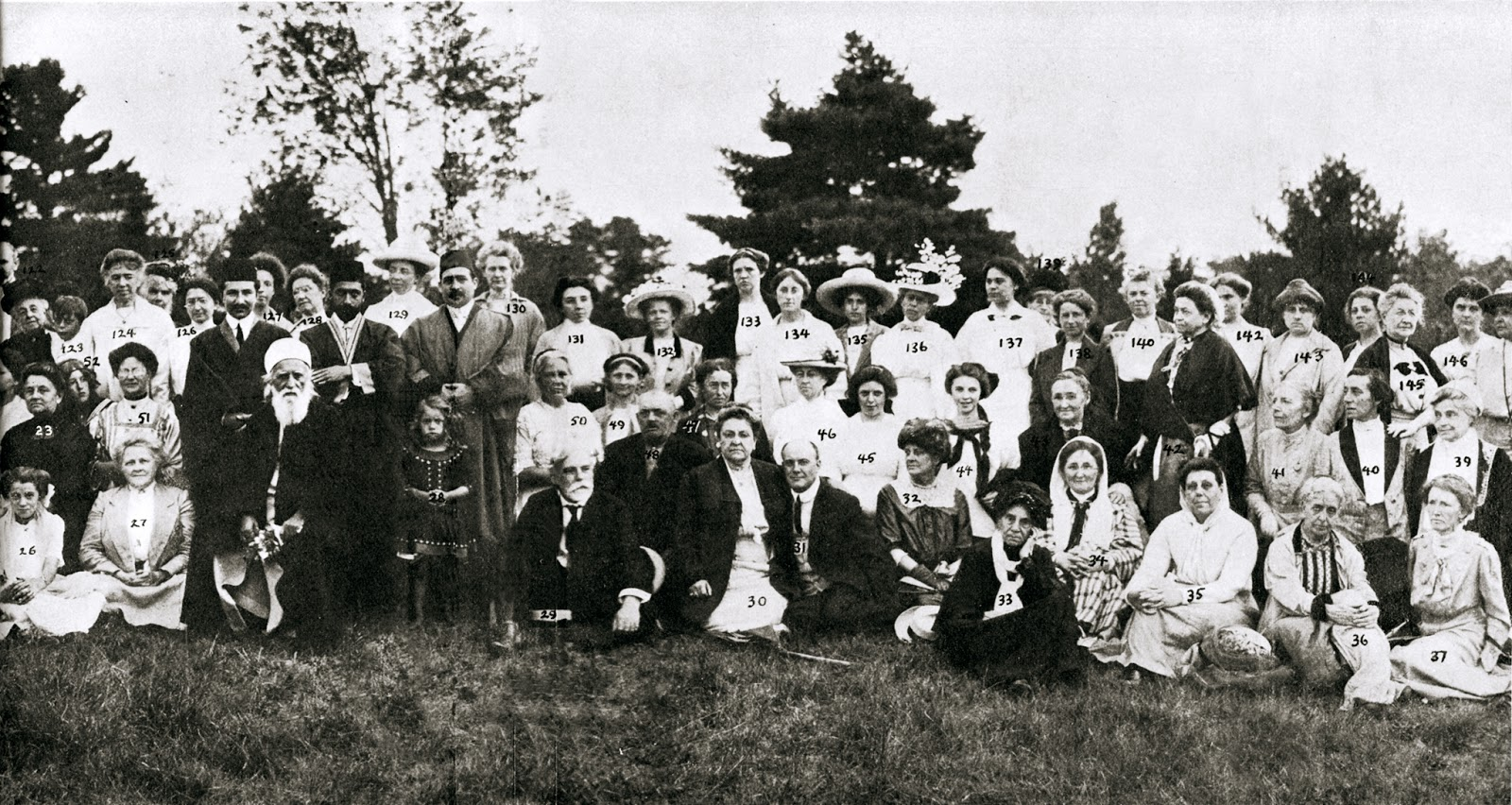
عبداالبهاء با گروهی از بهائیان آمریکا، اوت ۱۹۱۲

انقلاب ترکان جوان و انقراض امپراتوری عثمانی موجب گردید که عبدالبهاء در سال ۱۹۰۸ در دوران کهولت از زندان و تبعید رهایی یابد. پس از آزادی از زندان و موفقیت در اتمام ساختمان مقام اعلی (آرامگاه باب)، عبدالبهاء تصمیم به سفر و رساندن ابلاغ پیام بهاءالله به اروپا و آمریکا گرفت. به دعوت بهائیان غرب به یک مسافرت سه ساله (۱۹۱۳–۱۹۱۱) به مصر، اروپا و آمریکای شمالی رفت. در جریان این سفرها عبدالبهاء در مجامع فراوانی به سخنرانی و تبلیغ دین بهائی پرداخت. در آمریکای شمالی به حدود ۴۵ شهر در ایالات متحده و کانادا سفر کرد. در این سفر حدود ۳۷۳ سخنرانی داشت و جمعاً حدود ۹۳ هزار نفر مخاطب وی قرار گرفتند. عبدالبهاء در اروپا و آمریکا به نام «پیامبر صلح» معروف شد. مطبوعات آن زمان، اغلب او را «پیامبر ایرانی» می‌نامیدند. عده‌ای از صاحب‌نامان غرب چون الکساندر گراهام بل مخترع تلفن، پرزیدنت روزولت رئیس‌جمهور سابق ایالات متحده آمریکا و آدمیرال پری کاشف قطب جنوب در این سفرها با وی دیدار کردند.
عبدالبهاء اغلب در سخنرانی‌های خود در غرب، اعتقادات اساسی و اصول آیین بهائی را شرح می‌داد، از جمله این‌که: هر فرد باید خود به‌طور مستقل و به دور از تعصّب به جستجوی حقیقت بپردازد، تمام ادیان الهی جلوه‌های مختلف یک حقیقت واحد هستند، دین باید در هماهنگی با علم و عقل باشد، نوع انسان یکی است و همهٔ انسان‌ها در مقابلِ خداوند، یکسان هستند، تعصّبات دینی، سیاسی، ملیّتی و … مخرّب و مبتنی بر جهل هستند، فقر شدید و ثروت مفرط باید از میان برداشته شود، همهٔ افراد باید در مقابل قانون یکسان باشند و عدالت در اجتماع برقرار باشد، زنان و مردان با هم برابرند و باید از حقوق برابر برخوردار باشند، همهٔ کودکان باید آموزش دریافت کنند. عبدالبهاء همچنین به موضوع صلح در سخنرانی‌های خود بسیار توجّه می‌کرد و هشدار می‌داد که ناآرامی‌ها در منطقهٔ بالکان می‌تواند به جنگی تبدیل شود که سراسر اروپا را بگیرد. همچنین در آمریکا، برای مسئلهٔ روابط نژادی اهمیّت ویژه‌ای قائل بود و افراد از نژادهای مختلف را تشویق می‌کرد که به دنبال یافتن نقاط مشترک و همکاری باشند. وی هم در آمریکا و هم در اروپا با فقرا ملاقات می‌کرد و بر وظیفهٔ اجتماعی ثروتمندان در قبال فقرا تأکید می‌نمود.
سخنرانی‌های عبدالبهاء در کتابی به نام مجموعه خطابات در سال ۱۹۲۰ در مصر چاپ شد.
در لندن در مصاحبه با مدیر روزنامهٔ تیاسوفی‌ها چنین می‌گوید:
هرکس به وحدت بشر خدمت کند در درگاه احدیت مقبول است… حضرت موسی خدمت به وحدت انسانی نمود، حضرت مسیح وحدت عالم انسانی تأسیس کرد، حضرت محمد اعلان وحدت انسانی نمود… بهاءالله تجدید تعالیم انبیاء فرمود… برای شما تأییدات الهیه می‌طلبم.
در روز خداحافظی در لندن چنین می‌گوید:
«از تقلیدها دست بردارید دین باید سبب الفت و محبت باشد. اگر سبب عداوت گردد عدم دین به از وجود آن است.»

### از دیدگاه اندیشمندان
در مسیر سفرهایش به لبنان، مصر، اروپا و آمریکا، عبدالبهاء فرصت‌هایی برای ملاقات با بزرگان و شخصیت‌های معروف زمان خود یافت. در این سفرها، او با اهل ادیان، صاحبان دانش و اندیشه، هنرمندان و فیلسوفان شرقی و غربی ملاقات کرد و تأثیرات گسترده‌ای بر آن‌ها گذاشت. برخی از این شخصیت‌ها مانند شیخ محمد عبده، ارمینیوس وامبری، شکیب ارسلان، جبران خلیل جبران، امیر محمد علی توفیق، امیر جورج بیک لطف‌الله، ادوارد گرانویل براون، امین الریحانی و توماس کلی تشین پس از ملاقات با عبدالبهاء، تأثیرات وی را بر زندگی و آراء خود احساس کرده و دربارهٔ او نظرهای مثبت ارائه داده اند. در نظر این اندیشمندان معروف، عبدالبهاء به عنوان یک شخصیت بزرگ، با ذکاء، دانش، و اخلاق برجسته توصیف شده است. همچنین، گواهی‌ها و توصیف‌هایی از آشنایی با عبدالبهاء در مجامع دانشمندان و فیلسوفان نیز موجب شگفتی و تعجب مشاهده‌کنندگان بوده است. آوگست هنری فورِل، و لئو تولستوی نیز به‌طور غیر مستقیم تحت تأثیر علم و دانش عبدالبهاء قرار گرفتند.

### بازگشت به حیفا و سال‌های پایانی زندگی
عبدالبهاء در ماه ژوئن ۱۹۱۳ از طریق مصر به حیفا بازگشت. در مدّتی کمتر از یک سال با آغاز جنگ جهانی اول در اوت ۱۹۱۴ دیگر امکان سفرهای بیشتر برای وی وجود نداشت. آن روزها دوران خطرناکی برای وی و اطرافیانش بود و عبدالبهاء از طرف جمال پاشا، فرماندار جدید سوریه مورد تهدید قرار گرفته بود. سال‌های جنگ باعث وقوع قحطی در منطقه شد که عبدالبهاء با تأمین غلات از مزارع بهائی در درّهٔ اردن توانست از وقوع فاجعهٔ محلّی جلوگیری کند. با آغاز حکومت قیمومت بریتانیا بر فلسطین، دولت جدید امنیت عبدالبهاء و پیروان بهائی او را تضمین کرد و در تاریخ ۲۷ آوریل ۱۹۲۰ میلادی، دولت بریتانیا به دلیل «تلاش‌های انسان‌دوستانه در طول جنگ جهانی اول» لقب سلطنتی «سِر» به او داد.
عبدالبهاء سال‌های پس از جنگ را به رسیدگی به امور جامعهٔ بهائی پرداخت. وی علاوه بر این‌که در این دوران یک چهرهٔ برجستهٔ محلّی بود، به‌عنوان رهبر یک آیین بین‌المللی نیز شناخته می‌شد.

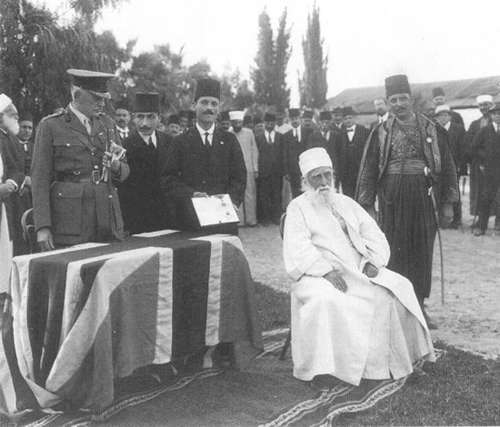
در ۱۹۲۰ میلادی دولت بریتانیا به دلیل تلاش‌های انسان‌دوستانهٔ عبدالبهاء در طول جنگ جهانی اول از او تقدیر کرد و به او لقب «سِر» داد.

### درگذشت

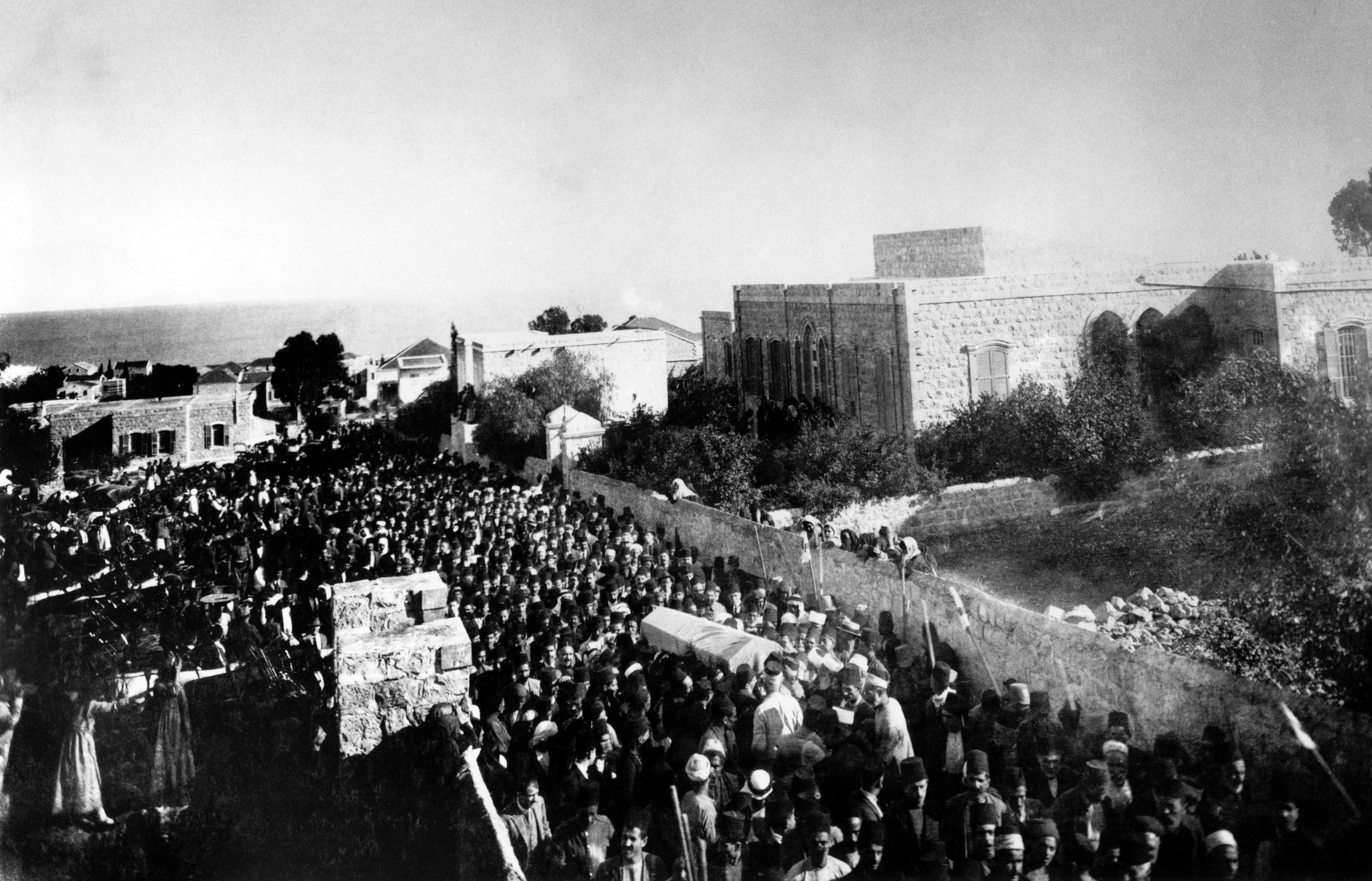
تصویری از تشییع جنازهٔ عبدالبهاء

عبدالبهاء در ۲۸ نوامبر سال ۱۹۲۱ درگذشت. در مراسم خاکسپاری وی، جمعیت زیادی شرکت کردند و تنوّع مذهبی و اعتقادی شرکت‌کنندگان قابل توجّه بود. در این مراسم نمایندگانی از سایر ادیان نیز سخنرانی کردند. او در یکی از اتاق‌های مقام اعلی (آرامگاه باب) واقع در کوه کرمل به خاک سپرده شد. شرح خاکسپاری و متن سخنرانی‌ها در تشییع جنازه توسط روزنامهٔ النفیر در حیفا به شماره ۲۸۸۹–۹، روز ۱ دسامبر ۱۹۲۱ به ثبت رسیده است.

ادیب یوسف افندی در این مراسم این‌چنین سخنرانی نمود:
 ای معشر عرب و عجم برای که گریه و زاری می‌کنید آیا برای کسی است که در حیات دیروزی خود بزرگ بود و در موت امروزی بزرگتر است… نظر به راست کنید نظر به چپ نمائید. نظر به شرق و غرب نمائید ببینید چه عظمت و جلالی غیبت نموده چه پایه بزرگ صلحی منهدم شده چه لبهای فصیحی خاموش گشته وااسفا…
فاضل ابراهیم افندی چنین می‌گوید:
«چقدر این مصیبت جانگداز، تلخ و ناگوار است. این خسارت فقط راجع به مملکت ما نیست بلکه یک فاجعهٔ عمومی است. حضرتش ناس را تهذیب فرمود تعلیم نمود احسان کرد و ارشاد فرمود تا آنکه قومش را به اعلی ذروه جلال فائز نمود…»

## میراث دوران عبدالبهاء
تحت سرپرستی و هدایت عبدالبهاء جامعهٔ بهائی از دوران پر از فراز و نشیب بعد از درگذشت بهاءالله عبور کرد. علی‌رغم حملات از طرف برادر ناتنی‌اش، عبدالبهاء توانست اتّحاد را در جامعهٔ بهائی حفظ کند. در دورانی که او مسئولیت سرپرستی جامعه را بر عهده داشت، آیین بهائی گسترش جغرافیایی چشمگیری یافت. در ۱۸۹۲ وقتی که عبدالبهاء ادارهٔ امور را به دست گرفت، جامعهٔ بهائی هنوز محدود به خاورمیانه و هندوستان بود و بیشتر بهائیان را ایرانیان تشکیل می‌دادند. در دوران عبدالبهاء آیین بهائی به آمریکای شمالی و جنوبی، اروپا، خاور دور و استرالیا و اقیانوسیه گسترش یافت. در دو سفری که وی به اروپا و آمریکا داشت (۱۹۱۱ و ۱۹۱۲–۱۹۱۳) جوامع نوپای بهائی در این مناطق را مستحکم کرد، با بسیاری افراد برجسته ملاقات داشت و سخنرانی‌های بسیاری نمود.
عبدالبهاء در هر کجا که جامعهٔ بهائی به اندازهٔ کافی رشد کرده بود، کار تأسیس ساختارهای اداری جامعهٔ بهائی را آغاز کرد و برای هماهنگ‌کردن فعالیت‌های جامعه، نظامی از انجمن‌های انتخابی شور محلّی و هیئت‌های ملّی را توسعه داد.
عبدالبهاء در زمان حیات خود همواره تلاش می‌کرد اختلافات مذهبی را از میان بردارد، و اصل یگانگی ادیان، صلح و وحدت را ترویج دهد. او در سخنرانی‌های گسترده و متنوع‌اش در مصر، اروپا و آمریکا بر این اصول تأکید می‌کرد، و از مخاطبینش می‌خواست تعصبات و تقلیدها موروثی مذهبی را کنار بگذارند و با استفاده از نیروی عقل به جستجوی مستقل حقیقت بپردازند. به گفته عبدالبهاء با جستجوی مستقل حقیقت فرد به این نتیجه خواهد رسید که اساس ادیان الهی یکی است، همگی از منبعی واحد نشأت گرفته‌اند و هدف همه ایجاد محبت، همبستگی و صلح در بین بشر بوده است. عبدالبهاء تأکید می‌کرد که تقلیدها و تعصبات مذهبی سبب نزاع و جنگ‌اند و ارتباطی با تعالیم پیامبران ندارد. عبدالبهاء همچنین اقداماتی عملی برای ایجاد بستری برای تفاهم و گفتگوی بین ادیان انجام می‌داد. وی با رهبران تمامی ادیان و مذاهب دیدار می‌کرد، در کنیسه‌ها حقانیت مسیحیت و اسلام را به اثبات می‌رساند و در کلیساها از پیامبر اسلام می‌گفت، زائرینی که به دیدار او در فلسطین می‌آیند را تشویق می‌کرد که تعصب مذهبی نداشته باشند و به کلیساها و مساجد بروند چه که در همه آن مکان‌ها ذکر خدا بلند است. خود او برای پیوند عمیق‌تر با جامعه فلسطینیان به مسجد می‌رفت.
عبدالبهاء در فلسطین و مصر به عنوان رهبر دیانتی جهانی و فردی مقدس که مورد احترام تمامی ادیان و مذاهب است شناخته می‌شد، این احترام به خصوص در تشییع جنازه او به خوبی نمایان است. مراسم تشییع جنازه عبدالبهاء با حضور دست‌کم ده هزار نفر از هر طبقه، نژاد، دین و سرزمین، از جمله رهبران جوامع یهودی، مسیحی، مسلمان و دروزی، روشنفکران، شاعران و نویسندگان برگزار شد که برای تجلیل از دستاوردهای او در پیشبرد وفاق، صلح و خدمت به بشریت گرد هم آمده بودند.

## ویژگی‌های شخصیتی
عبدالبهاء برای بهائیان نمونهٔ کامل و بهترین مثال تعالیم بهائی در عمل است و داستان‌های زندگی او به عنوان ایدئال رفتار بهائی نقل می‌شود. بسیاری از غیر بهائیان او را شخصیتی قدرتمند و تحسین‌برانگیز توصیف کرده‌اند مانند ای. جی براون که از فصاحت و دانش وسیع دینی او نوشته است. منابع موجود، تأیید می‌کنند که عبدالبهاء شخصیتی گیرا، جاذب، آرام و در عین حال با اقتدار داشته است. در برخورد با دیگران مهربان و سخاوتمند بوده، حس شوخ‌طبعی قوی داشته و بسیاری از مواقع برای رساندن مطلب و روشن شدن منظورش، از بازگویی حکایت‌ها و خاطرات استفاده می‌کرده است. همچنین از وی با صفاتی چون زرنگ، باهوش، مطّلع، باگذشت و مردم‌دار یاد شده است. زندگی شخصی ساده و به دور از تجملاتی داشته است. وی همیشه تأکید می‌کرده که بزرگ‌ترین افتخار و بالاترین مقام برای او این است که عبدالبهاء (به معنی بنده و خدمتگزار بهاءالله) باشد.

## آثار
برای بهائیان، عبدالبهاء مفسّر رسمی آثار بهاءالله است و بدین جهت نوشته‌ها و نطق‌هایش بخشی از بدنهٔ اصلی آثار آیین بهائی را شکل می‌دهد. علاوه بر چندین کتاب، از وی بیش از ۲۷۰۰۰ نامه به جای مانده است. بیشتر آثار عبدالبهاء پس از ۱۸۹۲، در دورانی که وی پس از پدرش مسئولیت ادارهٔ جامعهٔ بهائی را بر عهده داشت، نوشته شده است؛ اما در زمان پدرش نیز رساله‌ای در مورد مدرن‌سازی ایران (رسالهٔ مدنیّه، ۱۸۷۵) و همچنین تاریخ کوتاهی از آیین‌های بابی و بهائی (مقالهٔ شخص سیاح، ۱۸۸۶) نوشت.
از یک نظر، آثار عبدالبهاء را می‌توان به دو دسته تقسیم کرد: دستهٔ اوّل متونی که توسّط او به نگارش درآمده و دستهٔ دوم سخنرانی‌ها، نطق‌ها و گفتگوهای وی که ثبت شده است. در میان دستهٔ اوّل می‌توان به آثار زیر اشاره کرد:
- رسالهٔ مدنیه که در حدود سال ۱۸۷۵ به فارسی به نگارش درآمده و در سال ۱۸۹۲–۱۸۹۳ در بمبئی به چاپ رسید.[۳۲]
- مقالهٔ شخص سیاح تاریخ مختصر آیین بابی و بهائی[۸۹] که در حدود سال ۱۸۸۶ به فارسی و بدون ذکر نام نویسنده نگاشته شده.[۳۲]
- رسالهٔ سیاسیه که در حدود سال ۱۸۹۳ به فارسی نگاشته شده است و بدون ذکر نام نویسنده به انتشار رسیده است.[۳۲]
- تذکرة الوفا که در حدود سال ۱۹۱۵ نوشته شده و در ۱۹۲۴ در حیفا به چاپ رسید. این کتاب شرح حال برخی از مؤمنان اوّلیهٔ بابی و بهائی است.[۳۲]
- الواح نقشهٔ ملکوتی (۱۹۱۶–۱۹۱۷)[۹۰]
- الواح به انجمن صلح لاهه (۱۹۱۹)[۹۱]
- الواح وصایا (وصیت‌نامهٔ وی)[۹۲]
- حجم بسیار زیادی از مکاتبات و نامه‌های عبدالبهاء (الواح) خطاب به افراد گوناگون در شرق یا غرب که در مجموعه‌ای با عنوان مکاتیب عبدالبهاء به فارسی و عربی جمع‌آوری شده است.[۳۲]

در میان دستهٔ دوم می‌توان به موارد زیر اشاره کرد:
- مفاوضات؛ این کتاب جمع‌آوری گفتگوهایی است که عبدالبهاء با لورا بارنی بر سر میز نهار داشته است. متن فارسی کتاب اوّلین بار در ۱۹۰۸ به چاپ رسید.[۳۲]
- نطق‌هایی که عبدالبهاء در حین سفرهایش به غرب در اروپا و آمریکا داشته است در کتاب‌های گوناگونی جمع‌آوری شده است از جمله Paris Talks, Abdul-Baha in London و Promulgation of Universal Peace.[۳۲] مجموعه‌ای از سخنرانی‌ها و نطق‌های عبدالبهاء در سفرهایش در اروپا و آمریکا، در سال ۱۹۲۱ در قاهره به فارسی منتشر شد.[۳۲]

عمدهٔ آثار عبدالبهاء به زبان فارسی است. البتّه وی کاملاً بر زبان عربی مسلّط بود (او بیشتر عمر خود را در کشورهای عربی گذرانده بود) و آثاری به زبان عربی نیز نوشته است. سبک عربی او بسیار منظم، امّا گاهی پیچیده‌تر و گاهی متداول‌تر و خالص‌تر از پدرش است. او همچنین تعدادی اثر به زبان ترکی عثمانی دارد. هم در زبان عربی و هم در فارسی او مهارت خاصّی در پرورش آگاهانهٔ اقسام ادبی داشته است. آثاری چون رسالهٔ مدنیه و رسالهٔ سیاسیه نزدیکی خاصی با آثار بسیاری از اصلاح‌طلبان آن زمان چون «ملکم‌خان» دارد البتّه میزان تأثیر هر یک باید عمیق‌تر بررسی شود.

## رهبری آیین بهائی پس از عبدالبهاء

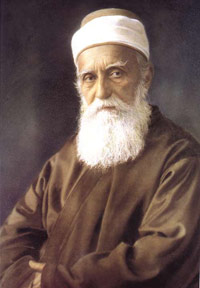
پرتره ای از عبدالبها

عبدالبهاء در همان سال‌های ابتدایی دوران قیادتش (۱۸۹۲–۱۹۰۸) ترتیباتی فراهم کرد تا چنانچه اتفاقی برای او بیفتند، پس از او وحدت و هماهنگی جامعهٔ بهائی محفوظ بماند. وی در آن سال‌ها وصیت‌نامه‌ای نوشت (الواح وصایا) و در آن، شوقی افندی، نوهٔ ارشد خود را به عنوان جانشین و ولی امر بهائی اعلام کرد. وی همچنین نظام و اصولی برای انتخابات بیت‌العدل اعظم- مؤسّسه‌ای که بهاءالله تشکیل آن را وضع کرده بود- پایه‌ریزی کرد.
وصیت‌نامهٔ عبدالبهاء یک ماه پس از درگذشت او، در تاریخ ۳ ژانویهٔ ۱۹۲۲ برای اولین بار به‌طور عمومی خوانده شد و مطابق آن، شوقی افندی عهده‌دار امور جامعهٔ بهائی شد. اگرچه تعیین شوقی افندی به عنوان مرجع امر برای خود او و دیگر بهائیان غیرمنتظره بود، امّا از سوی قریب به اتفاق بهائیان پذیرفته شد. وصیت‌نامهٔ عبدالبهاء بسیار واضح و روشن بود؛ شوقی افندی به عنوان مرکز عهد و میثاق تعیین شده بود و از همهٔ بهائیان خواسته شده بود به او روی بیاورند.